# Paul Thornley (Snookerspieler)
Paul Thornley (* 15. April 1944 in Owen Sound) ist ein ehemaliger kanadischer Snooker- und Poolbillardspieler, der zwischen 1979 und 1996 insgesamt sechzehn Saisons als Profispieler aktiv war. Nachdem er bereits 1969 und 1970 die kanadische Snooker-Meisterschaft gewonnen hatte, begann er Ende der 1970er-Jahre mit Teilnahmen an den Canadian Open und wurde 1979 Profispieler. In seiner Karriere, die 1993 für ein Jahr unterbrochen wurde, erreichte er insgesamt dreimal das Viertelfinale eines Non-ranking-Turniers und die Runde der letzten 48 der Snookerweltmeisterschaft 1980 sowie Rang 97 der Snookerweltrangliste.

## Karriere
Thornley wurde 1944 in Owen Sound am Ufer der Georgian Bay in der kanadischen Provinz Ontario geboren. Mit 17 Jahren machte ihn ein Freund mit dem Poolbillard bekannt, das er seitdem spielte. Später begann er auch mit dem Snooker. Er spielte mit einem Queue, das er zuvor für 200 Dollar erstanden hatte. Beruflich arbeitete er zunächst als assistierender Golftrainer, wurde später aber Geschäftsführer eines Außenhandelsunternehmens. Mit 25 Jahren wurde er kanadischer Profispieler; zwischen 1968 und 1970 gewann er bereits je dreimal die Canadian Open Championship und die kanadische Snooker-Meisterschaft. Der erste Titel beim zweiten Turnier wird je nach Quelle angegeben oder nicht aufgeführt, der kanadische Verband führt dabei die von Thornley auf jeden Fall gewonnenen Ausgaben 1969 und 1970 als erste Ausgaben der nationalen Meisterschaft an. 1978 nahm er erstmals an den Canadian Open teil und besiegte prompt John Pulman, der primär in den 1960er-Jahren achtmal die Snookerweltmeisterschaft gewonnen hatte. Anschließend unterlag Thornley dem großen kanadischen Spieler Cliff Thorburn im Viertelfinale. Kurze Zeit später wurde Thornley zur Saison 1979/80 Profispieler.
In den ersten Jahren seiner Profikarriere bestritt Thornley nur wenige Turniere, vornehmlich auf kanadischem Boden, später aber auch vermehrt in England wie zum Beispiel bei der Snookerweltmeisterschaft. Direkt bei seinem ersten Turnier, den Canadian Open erreichte er mit zwei Siegen das Achtelfinale, doch anschließend konnte er kein Spiel mehr gewinnen, auch, weil er sich zwischen 1981 und 1983 für kein Turnier anmeldete. Folglich gelang es ihm auch nicht, sich auf der Weltrangliste zu platzieren. Die Wende kam in der Saison 1985/86, als er in der Qualifikation für die Snookerweltmeisterschaft gegen Derek Mienie seinen ersten Sieg in einem Profispiel seit sieben Jahren holte. Anschließend besiegte er zusätzlich Patsy Fagan, verlor dann aber in der vorletzten Qualifikationsrunde gegen Tommy Murphy. Dadurch wurde er nun auf Platz 97 der Rangliste geführt, der besten Platzierung seiner Karriere. Dennoch blieb Thornley seinem alten System treu und nahm immer mal wieder an einigen Turnieren teil, neben der Snookerweltmeisterschaft insbesondere an der Canadian Professional Championship. Nun konnte er aber regelmäßig Siege einfahren, so gegen Mario Morra bei der Canadian Professional Championship vor seiner Viertelfinalniederlage gegen Kirk Stevens oder bei den British Open 1988 gegen Vic Harris, ehe er in der finalen Qualifikationsrunde seinem Landsmann Jim Wych unterlag. Wegen seiner dennoch schlechten Ergebnisse verschlechterte er sich auf der Weltrangliste nach und nach und belegte 1988 nur noch Rang 124.
Nachdem er jedoch bei der Snookerweltmeisterschaft 1989 mehrere Spiele gewinnen konnte und erneut die vorletzte Qualifikationsrunde erreicht hatte, verbesserte er sich wieder und belegte nun Rang 111. In der anschließenden Saison 1989/90 nahm Thornley dann zwar an fast allen Ranglistenturnieren teil, gewann jedoch kein einziges Spiel, womit der Kanadier sich 1990 wieder auf Rang 124 befand. Immerhin hatte er in Kanada gefolgt und gewann die Provinzmeisterschaft von Ontario im 9-Ball. Da aber zur gleichen Zeit die Canadian Professional Championship gestrichen wurde, reduzierte Thornley seine Turnierteilnahmen auf der Profitour immens und nahm nur noch an der Snookerweltmeisterschaft 1991 und an der Snookerweltmeisterschaft 1995 teil, ohne aber ein Spiel zu gewinnen. Abgestürzt auf Rang 222, hatte er 1993 bereits seinen Profistatus verloren, ihn aber 1994 wieder zurückbekommen. Nach der WM 1995 lediglich auf Rang 520 geführt, beendete Thornley 1996 nach insgesamt 16 Saisons als Profispieler seine Profikarriere. Anschließend nahm er an manch einem Turnier der kanadischen National-Tour ein und erreichte einige Male vordere Plätze. Als Thornleys Hobbys gelten unter anderem das Lesen literarischer Werke, der Golfsport und die Ölmalerei.

## Erfolge
| Ausgang         | Jahr | Turnier                          | Finalgegner | Ergebnis  |
| --------------- | ---- | -------------------------------- | ----------- | --------- |
| Amateurturniere |      |                                  |             |           |
| Sieger          | 1969 | Kanadische Snooker-Meisterschaft | unbekannt   | unbekannt |
| Sieger          | 1970 | Kanadische Snooker-Meisterschaft | unbekannt   | unbekannt |

Für weitere Erfolge siehe oben.